# Monomma rufipes damaranum
Monomma rufipes damaranum es una subespecie de coleóptero de la familia Monommatidae.

## Distribución geográfica
Habita en Namibia.